# 田太权
田太权（1960年—），出身于中国重庆， 是一位以文革主题观念摄影而闻名的艺术家。

## 个人简介
身为中国早期观念摄影师之一的田太权，透过他在文化大革命期间童年的回忆，以摄影蒙太奇的手法淋漓尽致地揭露着文革背后的真相。以文革题材而著名的田太权，在现实与幻想交融的作品中层层解析着文革所带来的沉重枷锁，在绚丽与暴力，死亡和诱惑的如影随形间，书写着属于自己的历史见证。
人体常常作为欲望的载体出现在他的作品中，声色撩人的情色姿态淹没在浩大的革命宣言中，著名的《图腾记忆》系列中至高无上的绿色军装和被神化的毛主席象章则是时代背景下唯一的身份标记。这一切独特而盲目的历史烙印，深深地留在了中国记忆中，直至今日仍是挥之不去的红色篇章。
田太权曾在澳大利亚，巴黎，伦敦，香港，新加坡，柏林，威尼斯,多伦多，洛杉矶，纽约，日内瓦等地举办过诸多展览。艺术家目前在中国重庆工作和生活。

## 个人展览
2013	
- Art Plural Gallery （页面存档备份，存于） （页面存档备份，存于）[3]/新加坡
- “尘封的记忆”/Hayward画廊/澳大利亚布里斯班

2012		
- “图腾记忆”/艺术创库画廊/中国香港
- Albert Benamou画廊/法国巴黎

2010		
- “7010—人类消失后的世界”/泰鼎3807摄影基地/中国重庆
- “7010—人类消失后的世界”/大理红龙井展区/中国云南
- “7010—人类消失后的世界”/思班都市/中国上海
- “7010—人类消失后的世界”/中国山西

2009		
- “躲猫猫”/威诺里萨当代艺术中心/中国北京
- “网路焦点”/平遥国际摄影大展/中国山西
- “爱神的眼泪”/Nunnery画廊/英国伦敦

2008 		
- “不是请客吃饭”/吉布森杰索普画廊/加拿大多伦多
- “爱神的眼泪”/英国曼彻斯特
- “自然”/三尚艺术/中国上海
- “记忆和真实”/ 吉布森杰索普画廊/加拿大多伦多

2007 		
- “记忆和真实”/艺术+ /中国上海
- “印痕”/石家庄当代美术馆/中国河北
- “聊斋”/四季画廊/新加坡
- “图腾记忆”/平遥国际摄影大展/中国山西
- “遗忘”/501艺术基地/中国重庆

2006 		
- “遗忘”/平遥国际摄影大展/中国山西
- “遗忘”/中国深圳
- “异常感谢”/四川美术学院/中国四川

2005 		
- “观念摄影”/四川美术学院/中国四川

## 群体展览
2013		  
- 第55届威尼斯双年展平行展/意大利威尼斯

2012		
- “我记得”/Fellini画廊/德国柏林
- “腾飞的巨龙”/Katonah艺术博物馆/美国纽约
- “腾飞的巨龙”/Krannet美术馆/美国伊利诺
- “介入·自然”/澳门艺术馆藏中国观念摄影展/中国澳门
- 当代中国艺术展/圣斯私人画廊/法国巴黎

2011		  
- 第16届洛杉矶艺博会/美国洛杉矶
- “十字军的问候”亚洲当代艺术群展/Art Plural画廊/新加坡
- “中国印象”/德国外交部/德国柏林
- “被异常的生活”/苏黎世大学/瑞士
- 中澳新媒体艺术对话展/济南园博园国际会展中心/中国山东
- “革命的事您已经说了吗”/法国巴黎
- “红色区域”/Art by Geneva/瑞士日内瓦
- “无以为报”/红鼎画廊/中国北京

2010 		
- “平台与世界的文化”/巴黎大皇宫/法国巴黎
- 2010试验影像档案展/中国北京
- 全国摄影艺术展/中国
- 贝雷加国际摄影展/俄罗斯
- 澳大利亚国际摄影赛 /澳大利亚
- “追逐火焰”/Zadok画廊/美国迈阿密

2009 		
- “记忆上海”/虹庙艺术空间/中国上海
- 首届中国西部当代摄影艺术邀请展/南坪国际会展中心/中国重庆
- “国粹”/费历尼画廊/中国上海
- 迈阿密·艺术亚洲/美国迈阿密
- “混合与分享”/映艺术中心/中国北京

2008 		  
- Art Basel迈阿密艺术博览会/美国迈阿密
- 上海艺术博览会/中国上海
- Golden Eyes艺术展/韩国首尔
- “对话·2008·影像中国 ”/中国北京
- “五环下的聚合 ”/时代名门/中国北京
- “Kitai Pveriod—China Forward！”/俄罗斯莫斯科
- 上海春季艺术沙龙/上海世贸商城/中国上海
- “在瓦伦西亚55天”/瓦伦西亚现代艺术博物馆/西班牙瓦伦西亚

2007 		
- “底层人文——当代艺术的21个案例”/中国北京
- 2007中国摄影投资典藏展/观复古典艺术博物馆/中国北京
- 2007亚洲国际艺术古董展/亚洲国际博览馆/中国香港
- “透视四川美术学院的中国艺术家”/威斯康辛大学/美国威斯康辛
- “宿命与超越”/四季画廊/新加坡